# Hadley Point
Der Hadley Point ist eine Landspitze an der Walgreen-Küste des westantarktischen Marie-Byrd-Lands. Sie bildet den nordöstlichen Ausläufer des Murray Foreland auf der Martin-Halbinsel und liegt 8 km südöstlich des Kap Herlacher.
Der United States Geological Survey kartierte sie anhand eigener Vermessungen und Luftaufnahmen der United States Navy aus den Jahren von 1959 bis 1967. Das Advisory Committee on Antarctic Names benannte sie nach Richard C. Hadley, der zwischen 1959 und 1977 mehrfach zur Besetzung auf der McMurdo-Station gehört hatte und dabei zuletzt für die Versorgungseinrichtungen auf dieser Station zuständig war.